# توم غوردون
توم غوردون (بالإنجليزية: Tom Gordon) (و. 1967  م) هو لاعب كرة قاعدة، من الولايات المتحدة، ولد في سيبرينغ، يلعب كرامٍ مساعد ‏.

## روابط خارجية
- توم غوردون على موقع دوري كرة القاعدة الرئيسي (الإنجليزية)
- توم غوردون على موقعبيزبول رفرنس.كوم (الدوري الرئيسي) (الإنجليزية)
- توم غوردون على موقعبيزبول رفرنس.كوم (الدوري الثانوي) (الإنجليزية)
- توم غوردون على موقع إي إس بي إن.كوم (أم.أل.بي) (الإنجليزية)
- توم غوردون على موقع مشجعي الرسوم البيانية (الإنجليزية)